# اولگا آرتشینا
اولگا آرتشینا (روسی: Ольга Дмитриевна Артешина؛ زادهٔ ۲۷ november ۱۹۸۲ (۴۲ سال)) ورزشکار بسکتبال اهل روسیه است.
وی در مسابقات کشوری و بین‌المللی در مجموع برندهٔ ۳ مدال طلا، ۴ مدال نقره، ۱ مدال برنز شده‌است.